# Nightmare Creatures
Nightmare Creatures est un jeu vidéo de type beat'em all à composante horrifique sorti en 1997 sur PC, Nintendo 64 et PlayStation. Le jeu a été développé par Kalisto Entertainment et édité par Sony Computer Entertainment et Activision.

## Système de jeu
Nightmare Creatures est un beat them all qui se démarque principalement par son ambiance gothique et sa grande violence.
L'exploration tient un rôle important dans le jeu dans la mesure où il est difficile de survivre sans mettre la main sur les divers bonus cachés à travers les niveaux.On trouve donc dans les niveaux de nombreux mécanismes à activer, ou murs à détruire pour avoir accès à des passages secrets. Certains items sont quant à eux disposés dans des éléments destructibles du jeu. Ces aspects, s'ils confèrent au jeu une grande difficulté pour le joueur qui ne s'attarde pas trop sur les niveaux, procure néanmoins au jeu une certaine profondeur.
Le joueur a le choix entre deux personnages pour mener à bien sa quête : Ignatius Blackward est plus robuste mais moins offensif que Nadia, son équivalent féminin.
Le panel de coups disponible est assez important, même si le jeu se démarque plus par la souplesse et la maniabilité des personnages;En effet si les personnages restent assez rigides (notamment lorsqu'ils tournent sur eux-mêmes), ils ont la capacité d'effectuer un bond d'esquive dans quatre directions, ainsi que de sauter. Si le saut est peu précis et énerve vite lors de phases ou il faut surpasser un gouffre, l'esquive est bien sentie et offre une réelle dynamique aux combats, tout comme la présence d'une garde qui retient la plupart des attaques.
Le joueur peut aussi utiliser des items de combat comme des pistolets, des mines, des grenades ou encore des grenades paralysantes. Si ces items sont présents en nombre très limité, ils sont redoutablement efficaces.
Des éléments de niveau, comme des barils explosifs, peuvent aussi faire office d'opportunité tactique de combat.
Les monstres ne sont pas très nombreux mais ont le mérite d'êtres assez originaux : on y retrouve les ennemis hérités de folklores et mythologies assez classiques avec entre autres des zombies, des gargouilles et des loups garous. D'autres sont plus originaux, comme le géant bleu, un zombie de 2 mètres à 3 bras et autant de tètes, un à 6 bras qui se déplace comme une araignée (et qui tisse de la toile), des harpies, ou encore des mini hydres à une tête mais à bien plus de tentacules. Lors des derniers niveaux, on voit des démons apparaitre, ils sont parmi les ennemis les plus coriaces.
L'un des atouts du jeu est la localisation des blessures et les combos possibles, qui permettent de découper les zombies avec une précision chirurgicale. Ainsi, il est possible de couper spécifiquement une main, une tête, un bras, une jambe, de séparer le bas ventre ou l'abdomen de toutes les autres parties du corps, etc.

## Histoire
Londres, 1834. Dans une cave sinistre, un homme sain d'esprit nommé Adam Crowley charcute des cadavres pour créer une armée de morts-vivants. Le but est de favoriser les actions de la mystérieuse confrérie d'Hécate, dont il est semble-t-il le fondateur. Toutefois, lorsque les créatures commencent à se répandre, des aventuriers surgissent et commencent à faire le ménage. Deux d'entre eux sont jouables : le père Ignatius Blackward, un prêtre exorciseur, et une femme, Nadia Franciscus, fine lame dont le père a été assassiné par Adam Crowley...

## Le film
Un film fut annoncé à la fin de 2000, mais ne vit jamais le jour[réf. nécessaire].